# Semi-Thue sustav
U računarstvu i matematici, Semi-Thue sustav je sustav prepisivanja stringa. Imenovan je po norveškom matematičaru Axelu Thueu, koji je bio pionir u bavljenju sustavima prepisivanja stringa u ranom 20. stoljeću.

## Definicija
Neka je {\displaystyle \Sigma } konačna abeceda i {\displaystyle \Sigma ^{*}} Kleeneova zatvorenost nad {\displaystyle \Sigma }. Tada je Semi-Thue sustav n-torka {\displaystyle T:=(\Sigma ,R)} sa
{\displaystyle R\subseteq \Sigma ^{*}\times \Sigma ^{*}.}
Elementi od R se zovu produkcije ili pravila (prepisivanja), i obično se pišu kao pravila {\displaystyle u\rightarrow v}.  Valja uočiti da R može biti beskonačan. Ako je semi-Thue sustav simetričan (tj. {\displaystyle R^{-1}=R}), tada se također zove Thue sustav.

## Povijest i važnost
Semi-Thue sustavi su razvijeni kao dio programa koji bi dodao dodatne konstrukte u logiku, te stvorio sustave kao što je propozicijska logika, koji bi omogućili izražavanje općenitih matematičkih teorema u formalnom jeziku, te da tako budu dokazani i verificirani na automatski, mehanički način. Nada je ležala u tome da bi čin dokazivanja teorema tad mogao biti sveden na skup definiranih manipulacija nad skupom stringova. Naknadno se shvatilo da su semi-Thue sustavi izomorfni gramatikama neograničenih produkcija, za koje se zna da su izomorfne Turingovim strojevima. Pa iako je ovaj istraživački program uspio u smislu da računala mogu biti korištena za verificiranje dokaza teorema, nije uspio na spektaluran način: računalo ne može razlikovati između zanimljivog teorema, i onog dozlaboga dosadnog.
Na prijedlog Alonza Churcha, Emil Post je u radu objavljenom 1947. prvi dokazao nerješivost "određenog problema Thuea", što Martin Davis iskazuje kao "...prvi dokaz nerješivosti za problem klasične matematike - u ovom slučaju problem riječi za polugrupe." (Undecidable, str. 292)
Davis tvrdi da je dokaz nezaivsno izveo A. A. Markov (C. R. (Doklady) Acad. Sci. U.S.S.R. (n.s.) 55(1947), str. 583-586.

## Problem riječi za semi-Thue sustave
Problem riječi za semi-Thue sustave se može iskazati na sljedeći način: Za dani semi-Thue sustav {\displaystyle T:=(\Sigma ,R)} i dvije riječi {\displaystyle u,v\in \Sigma ^{*}}, može li {\displaystyle u} biti transformiran u {\displaystyle v} primjenom pravila iz {\displaystyle R}? Ovaj je problem neodlučiv, tj. ne postoji općenit algoritam za rješavanje ovog problema. Ovo vrijedi čak i ako se ograniči ulaz konačnih sustava.
Martin Davis nudi laičkom čitatelju dvostrani dokaz u svom članku What is a Computation?" str. 258-259 s komentarom na str. 257. Davis dokaz izvodi na ovaj način: "izmisli [problem riječi] čije bi rješenje vodilo ka rješenju problema zaustavljanja."

## Vidjeti također
- Gramatika neograničenih produkcija